# Hendrik Kraemer
Hendrik Kraemer, född 17 maj 1888, död 11 november 1965, var en nederländsk religionshistoriker och kyrkoman.
Hendrik Kraemer var under ett 20-tal år verksam som missionär i Ostindien, vars religiösa förhållanden och språk han i grund lärde känna. Han blev filosofie doktor 1921 och var 1937–1947 professor i religionshistoria i Utrecht. Under andra världskriget var Kraemer en av ledarna för det kyrkliga motståndet mot ockupationsmakten och var under längre tid fängslad. Från 1948 var han direktor för Ekumeniska institutet i Amsterdam och gjorde en betydande insats i det mellankyrkliga samarbetet. Bland Kraemers skrifter märks The Christian message in a non-Christian world (1938).